# Duché d'Aerschot
Pour les articles homonymes, voir Aarschot (homonymie).
La seigneurie, puis marquisat, et enfin duché d'Aerschot (on trouve aussi les orthographes « Aarschot », « Ærschot » et « Arschot ») tient son nom de la ville d'Aarschot, en Brabant flamand.

## Historique
Elle fut possédée par les ducs de Brabant jusqu'au début du XIVe siècle. Le 29 octobre 1284, le duc Jean Ier, l'accorda en apanage à son frère Godefroy.
Alix, troisième fille de ce dernier, porta Arschot dans la maison d'Harcourt, qui, de là, passa dans les maisons de Lorraine-Vaudémont puis de Croÿ : Marguerite de Lorraine (1420-1477) épousa, le 5 octobre 1431, Antoine Ier, dit le Grand (vers 1385 - 21 septembre 1475), seigneur de Croÿ.
« Margaretha » était la fille d'Antoine de Lorraine (vers 1400 - 1458) comte de Vaudémont et sire de Joinville, et de Marie d'Harcourt (1398-1476), comtesse d'Harcourt, d'Aumale et baronne d'Elbeuf (fille de Jean VII, comte d'Harcourt). Elle apporte Aerschot et Bierbeke en dot à son époux Antoine Ier, dit le Grand (vers 1385 - 21 septembre 1475), seigneur de Croÿ, de Renty, de Beaurain, de Bar-sur-Aube et de Rozay, comte de Beaumont, de Porcien et de Guînes.
La seigneurie d'Arschot fut érigée en marquisat, par lettres du mois de novembre 1518, avec union de la baronnie d'Heverlé et des seigneuries de Bierbeck et de Retselaër, en faveur de Guillaume de Croÿ, petit-fils de Marguerite et d'Antoine.
Philippe II de Croÿ (1496-1549), fils de Henri de Croÿ, comte de Porcéan, succéda à son oncle, et fut créé duc d'Arschot le 1er avril 1533.
Charles II, son fils, aussi prince de Chimay, lui succéda dans le duché d'Arschot.

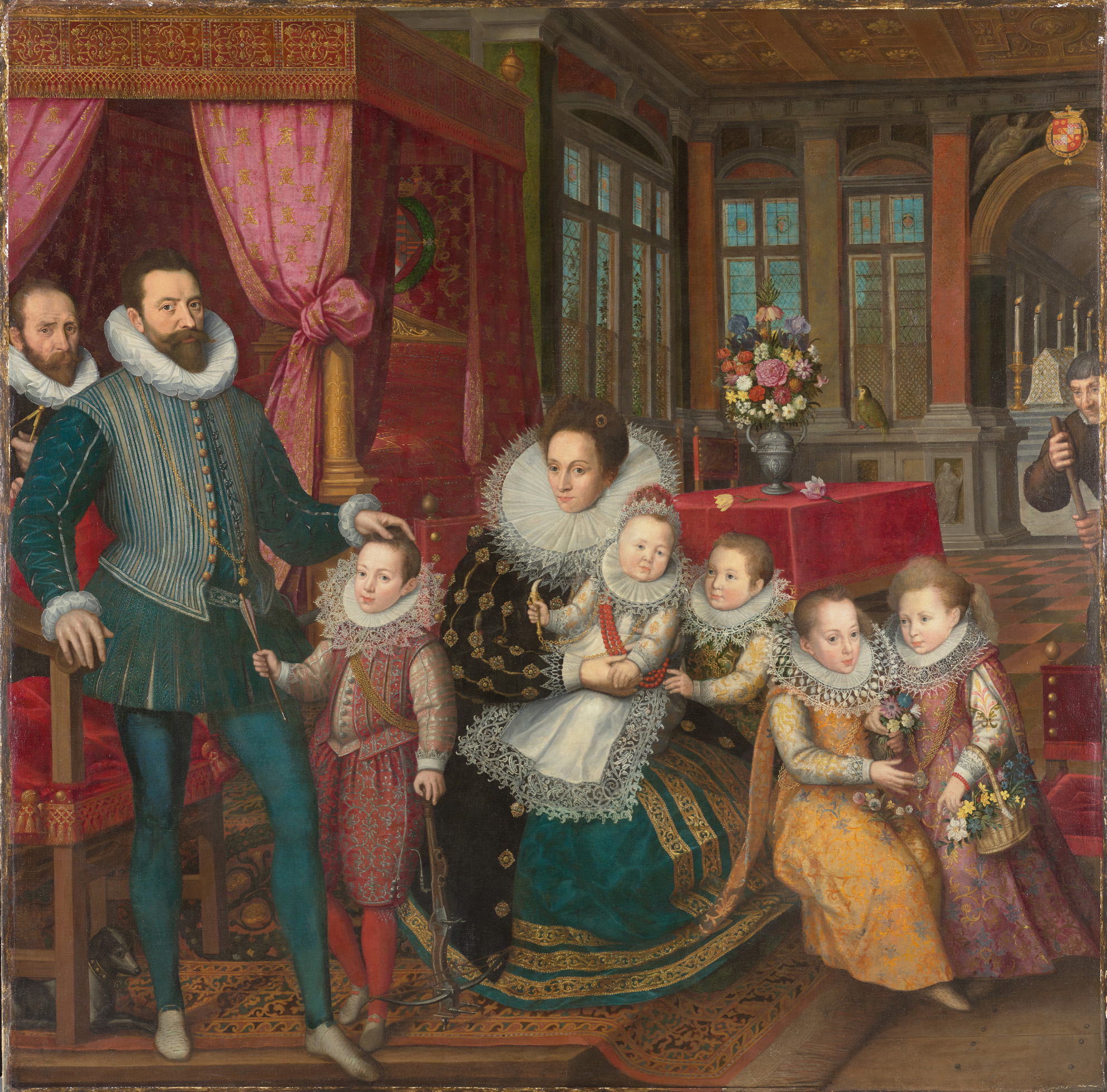
Charles d'Arenberg, Anne-Isabelle de Croÿ et leur famille.

Anne-Isabelle de Croÿ (1563-1635), sœur et héritière de Charles III, porta en mariage le duché d'Arschot à Charles d'Arenberg (fils de Jean de Ligne), créé, en 1576, prince d'Arenberg.
Le titre de duc d'Aarschot fut depuis l'un des titres les plus importants des Pays-Bas historiques.

## Liste des possesseurs de la terre d'Aarschot

### Seigneurs d'Aerschot

#### Maison de Brabant
- Godfried de Brabant (12?? † 1302), seigneur d'Aerschot, tué à la bataille de Courtrai.
- Alix de Brabant († 16 mai 1315), dame d'Arschot (fille du précédent et de Jeanne Isabeau de Vierzon (morte avant 1296), dame de Mézières-en-Brenne), mariée en 1302 avec Jean III (mort en 1326), seigneur d'Harcourt, vicomte de Châtellerault, dont :

#### Maison d'Harcourt
- Jean IV, seigneur d'Harcourt († tué le 22 août 1346 à la bataille de Crécy), 1er comte d'Harcourt (mars 1338), seigneur d'Aerschot, marié vers 1315 avec Isabeau († vers 1357), dame de Montfort-le-Rotrou, fille de Jean Ier « l'Archevêque », seigneur de Parthenay, dont :
- Jean V, 2e comte d'Harcourt († exécuté le 5 avril 1355 à Rouen), vicomte de Châtellerault, marié avec Blanche de Castille (morte en 1387), comtesse d'Aumale, dont :
- Louis d'Harcourt († 1388), frère cadet du précédent, vicomte de Châtellerault, seigneur d'Aerschot, lieutenant général de Normandie (1356-1360)
- Philippe d'Harcourt (6 février 1355 - château d'Harcourt † 1403), neveu du précédent, troisième fils de Jean V, baron de Bonnétable, seigneur d'Arschot, de Tilly-sur-Seulles (dans le Bessin[1]), de Beuvron, seigneur de Vibraye, de Montcolain ; chevalier, auteur de la branche des barons de Bonnétable, subdivisée en branches d'Olonde et de Beuvron, mariée en septembre 1374 avec Jeanne de Tilly, dame de Beaufou, de Beuvron, de Tilly et de La Motte-Cesny, unique héritière de la riche et puissante famille de Tilly, dont postérité ;

- Louis d'Harcourt (24 décembre 1382 - au château d'Harcourt † 19 novembre 1422 - Châtellerault, inhumé - au couvent des Cordeliers de Châtellerault, près de son aïeule, Alix de Brabant), neveu du précédent (fils cadet de Jean VI (1342 † 1389), 3e comte d'Harcourt et comte d'Aumale ; frère cadet de Jean VII), vicomte de Châtellerault, seigneur d'Arschot et de Mézière, archevêque de Rouen (1408-1422)

#### Maison de Lorraine-Vaudémont
- « Margaretha » de Lorraine-Vaudémont (1420-1477), dame d'Aerschot, fille de Marie d'Harcourt (fille de Jean VII et nièce du précédent) et d'Antoine de Lorraine-Vaudémont-Joinville.

Marguerite apporte Aerschot et Bierbeke en dot à son époux Antoine Ier, dit le Grand (vers 1385 † 21 septembre 1475), seigneur de Croÿ, de Renty, de Beaurain, de Bar-sur-Aube et de Rozay, comte de Beaumont, de Porcien et de Guînes

#### Maison de Croÿ
- Philippe Ier de Croÿ (1435-1511), 2d comte de Porcéan, 2d comte de Guînes et seigneur d'Aerschot.
- Henri de Croÿ (1456-1514), 3e comte de Porcéan, comte de Seneghem et seigneur d'Aerschot.

### Marquis d'Aerschot
- Guillaume de Croÿ (1458-1521), seigneur de Chièvres, comte de Beaumont, duc de Sora et d'« Archi » (Arce (Italie)) en 1518, et marquis (ou « margrave ») d'Aerschot en 1521.

### Ducs d'Aerschot

#### Maison de Croÿ
- Philippe II de Croÿ (1496-1549), prince de Chimay, comte de Porcéan en 1514, duc de Soria et d'Archi et 2d comte de Beaumont en 1521, margrave de Renty et 1er duc d'Aerschot en 1532.
- Charles II de Croÿ (1522-1551), 2d duc d'Aerschot.
- Philippe III de Croÿ (1526-1595), 3e duc d'Aerschot.
- Charles III de Croÿ (1560-1612), 4e duc d'Aerschot.
- « Anna van Croÿ », 5e duchesse d'Aerschot (1568-1614), mariée à Charles d'Arenberg.

#### Maison des Arenberg-Ligne
- Philippe-Charles d'Arenberg (1587-1640), 3e prince d'Arenberg, 6e duc d'Aerschot
- Philippe-François d'Arenberg (1625–1674), 1er duc d'Arenberg, 7e duc d'Aerschot
- Charles-Eugène d'Arenberg (1633–1681), 2e duc d'Arenberg, 8e duc d'Aerschot
- Philippe-Charles François d'Arenberg (1663-1691), 9e duc d'Aerschot
- Léopold-Philippe d'Arenberg (1690-1754), 10e duc d'Aerschot
- Charles Marie Raymond d'Arenberg (1721-1778), 11e duc d'Aerschot
- Louis-Engelbert d'Arenberg (1750-1820), 12e duc d'Aerschot
- Prosper-Louis d'Arenberg (1785-1861), 13e duc d'Aerschot
- Engelbert-Auguste d'Arenberg (1824-1875), 14e duc d'Aerschot
- Engelbert-Marie d'Arenberg (1872-1949), 15e duc d'Aerschot
- Engelbert-Charles d'Arenberg (1899-1974), 16e duc d'Aerschot
- Eric-Charles d'Arenberg (1901-1992), 17e duc d'Aerschot
- Jean-Engelbert d'Arenberg (1921-2011), 18e duc d'Aerschot
- Leopold-Engelbert-Evrard d'Arenberg (1956-), 19e duc d'Aerschot

## Sources
- (en) Cet article est partiellement ou en totalité issu de l’article de Wikipédia en anglais intitulé « Duke of Aarschot » (voir la liste des auteurs).
- François-Alexandre Aubert de La Chesnaye des Bois, Dictionnaire de la noblesse : contenant les généalogies, l'histoire et la chronologie des familles nobles de France, vol. 1, Vve Duchesne, 1770 (lire en ligne) ;

### Articles annexes
- Liste des anciens fiefs de l'actuelle Belgique